# Gajówka-Kolonia
Gajówka-Kolonia (do 2008 Gajówka) – wieś w Polsce położona w województwie łódzkim, w powiecie poddębickim, w gminie Dalików. Do 2007 roku formalnie była kolonią.
W latach 1975–1998 miejscowość administracyjnie należała do województwa sieradzkiego.